# オービタ整備施設

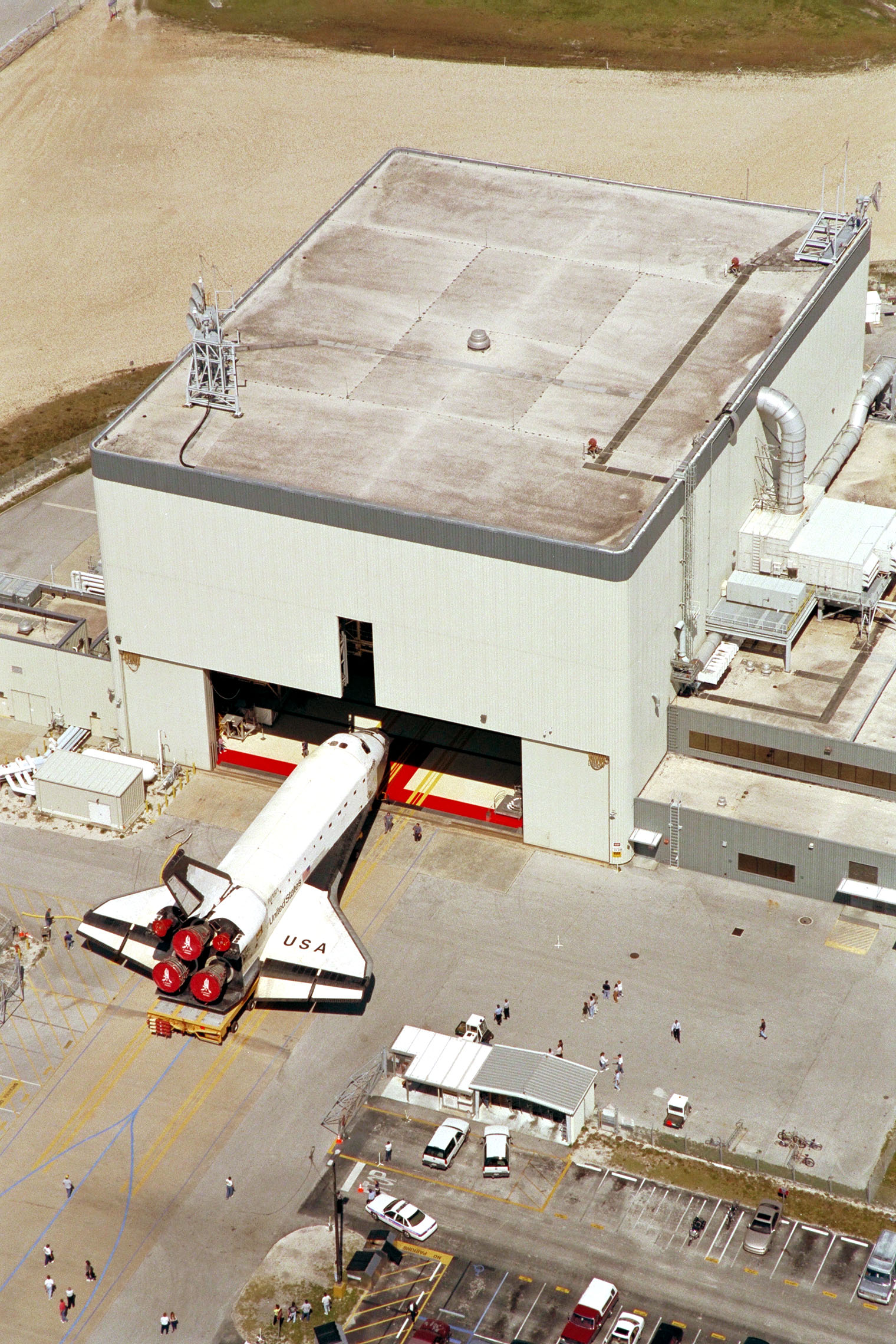
整備施設に入るコロンビア

オービタ整備施設 (Orbiter Processing Facility、OPF) は、アメリカ合衆国のスペースシャトルのオービタが飛行間に整備を受ける3つのハンガーのうちの1つである。OPF-1、OPF-2、OPF-3と呼ばれる3つの施設は全てフロリダ州のケネディ宇宙センター第39発射施設にある。
東には、発射台に移動する前に外部燃料タンクと固体ロケットブースターが取り付けられるスペースシャトル組立棟があり、OPF-1とOPF-2は低い格納庫を挟んでつながっており、OPF-3は道を挟んだ場所にある。
OPF-3は、以前は Orbiter Maintenance & Refurbishment Facility (OMRF) と呼ばれていたが、後に完全な機能を備えたOPFとなった。

## 整備の流れ
スペースシャトルのミッションが終わると、オービタはNASAシャトル着陸施設から割り当てられたOPFに向かう。使われたペイロードが取り外され、機体は完全に点検、修復されて必要であれば耐熱タイルも貼り替えられる。その後、次のミッションに使われるペイロードの一部が取り付けられて、点検される。

## オービタの割当て
OPF-1はアトランティス、OPF-2はエンデバー、OPF-3はディスカバリーに割り当てられている。